# Ingunn Strøm
Ingunn Strøm est une ancienne handballeuse internationale norvégienne. 
Avec l'équipe de Norvège, elle dispute 91 matchs de 1977 à 1985 pour 197 buts inscrits. 